# دانشگاه کنستانتس

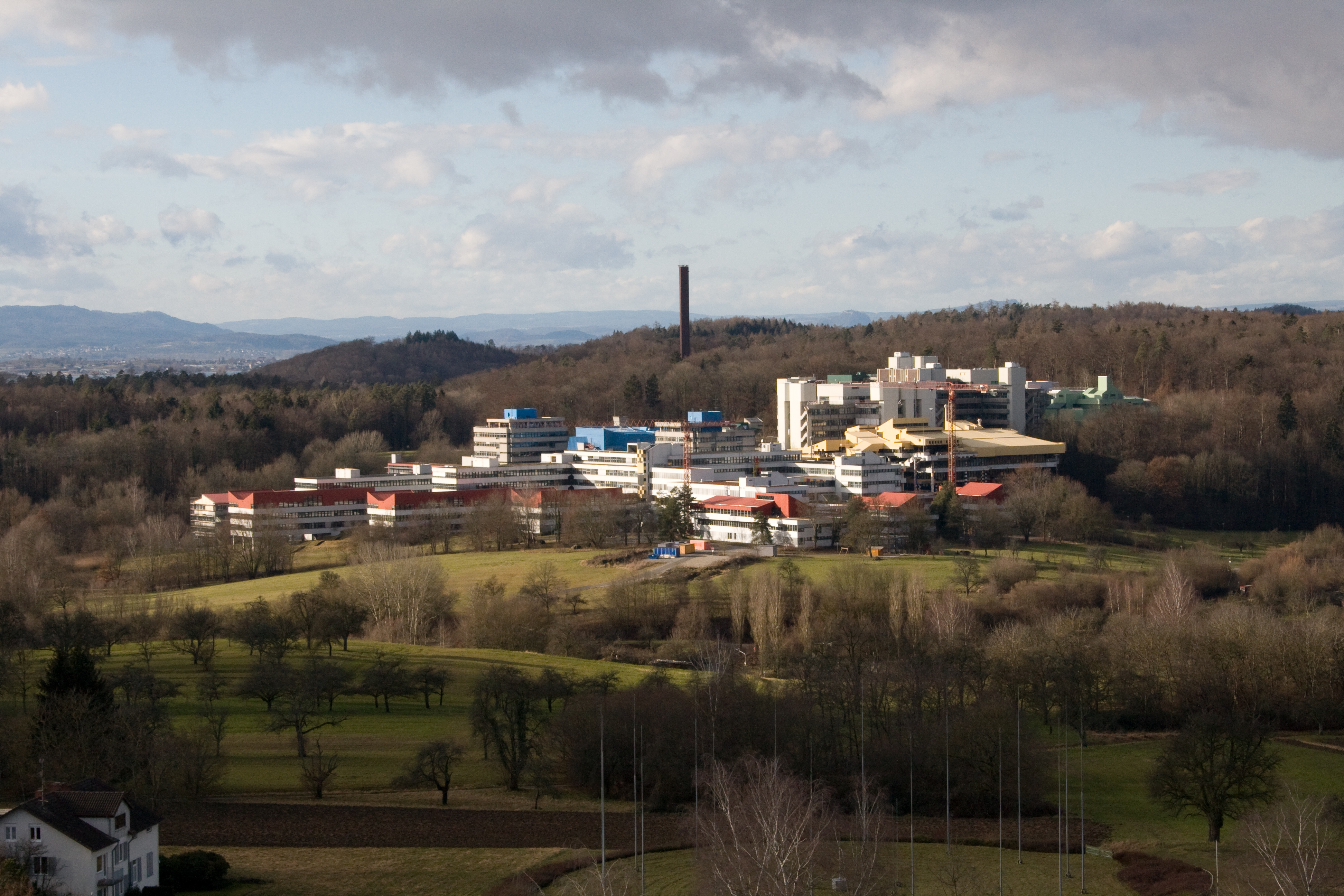
محوطه دانشگاه

دانشگاه کنستانتس (به آلمانی: Universität Konstanz) یک دانشگاه تحقیقاتی دولتی در کنستانتس واقع در ایالت بادن-وورتمبرگ آلمان است که در سال ۱۹۶۶ میلادی بنیان‌نهاده شده‌است. با بیش از ۱۰٬۰۰۰ دانشجو یکی از دانشگاه‌های معتبر کشور آلمان می‌باشد. این دانشگاه از سال ۲۰۰۷ به جمع دانشگاه‌های برتر آلمان پیوست.
این دانشگاه با بسیاری از دانشگاه‌های مطرح جهان از جمله دانشگاه جانز هاپکینز، دانشگاه شیکاگو، دانشگاه هاروارد، دانشگاه کالیفرنیا و دانشگاه پرینستون همکاری دارد. کتابخانه آن به صورت ۲۴ ساعته باز است و بیش از دو میلیون کتاب دارد. 

## دانشکده‌ها
دانشگاه کنستانس شامل ۳ دانشکده می‌باشد:
- دانشکده علوم
- دانشکده علوم انسانی
- دانشکده حقوق، اقتصاد و سیاست

## رتبه
بر اساس ارزیابی انجام گرفته توسط «۵۰ تای برتر QS زیر ۵۰» که بر روی دانشگاه‌های با قدمت کمتر از ۵۰ سال تمرکز می‌کند، دانشگاه کنستانتس در سال ۲۰۱۴ حائز رتبه ۲۱ام در سطح جهان بوده‌است. 